# GOM Player
GOM Player (Gretech Online Movie Player, en español reproductor de películas en línea de Gretech) es un programa reproductor de medios digitales para Windows desarrollado en Corea del Sur por Gretech Corporation. Sus principales características incluyen la capacidad de reproducir algunos archivos de medios rotos y encontrar los códecs que faltan utilizando un buscador de códec.
La palabra gom (곰) significa "oso" en coreano, y como tal, GOM Player utiliza la pata de un oso como su ícono.

## Formatos soportados
MPlayer puede reproducir los siguientes formatos multimedia:
- ASF/MP3/AVI/Ogg sobre una conexión de Streaming HTTP
- Vía DirectShow: AVI, WMV, ASF, MP3, Mp4, Matroska, 3GP, Google Vídeos, FLV, VOB, Ogg, OGM, MPEG, MPEG-2, MPEG-4, MJPEG, H.263, H.264/MPEG-4 AVC, H.265, 4K, Vorbis, AMR, QCELP, EVRC, MSVIDC
- Vía RealPlayer o Real Alternative: RealMedia
- Vía QuickTime o QuickTime Alternative: Formato de archivo Quicktime
- CD de audio (requiere Windows 2000, Windows XP o superior)
- DVD, Video CD, SVCD

El reproductor puede reproducir archivos AVI incompletos, rotos o dañados saltando las tramas defectuosas y reconstruyendo el contenido del archivo cuando sea necesario. GOM Player también soporta streaming de vídeo peer-to-peer a través de un add-on oficial llamado GomTV Streamer.

## Subtítulos
La versión más reciente de GOM Player soporta los siguientes formatos de subtítulos:
- Unicode Text Subtitles
- SAMI (.smi)
- SubRipText (.srt), MicroDVD (.sub), SMIL/RealText
- SubStation Alpha (.ssa), Advanced SubStation Alpha (.ass)
- VOBsub (.sub + .idx)
- Subtítulos embarcados como ASF, MKV, OGM
- SRT format subtitle storage function
- ASS, SSA format subtitle storage function

## Buscador de códec
Otra característica importante de GOM Player es que si no se puede reproducir el audio o vídeo de un archivo multimedia de forma nativa, tratará de encontrar un códec externo apropiado para reproducir este formato de archivo, utilizando el formato GUID, un identificador único para el códec requerido. Cuando encuentra una coincidencia, se dirigirá al usuario a un sitio donde se puede descargar e instalar el códec.

## Popularidad de GOM Player en Corea del Sur
GOM Player es el reproductor multimedia más popular en Corea del Sur. En julio de 2007, tenía 8,4 millones de usuarios, con Windows Media Player teniendo 5,4 millones.[cita requerida]
Una búsqueda de uso en una semana, llevada a cabo por Metrix, una empresa de investigación en Internet, resultó que 69,8% de los usuarios veían pornografía, 43,2% dibujos animados, 29,6% veían dramas en la televisión, el 21,8% veían programas varios, el 11% veían dibujos y el 7% veían videoclips musicales. Esto es consistente con el hecho de que Corea del Sur es el líder en el gasto per cápita en pornografía, incluso con la producción local de pornografía siendo ilegal. Gretech disputa la credibilidad de este informe.
Para la investigación, Metrix obtuvo datos de 12.000 usuarios que accedieron voluntariamente a instalar una herramienta de monitorización. Para categorizar los archivos multimedia, incluidos en la encuesta, solo fueron utilizados los nombres de los archivos.
Gretech declaró que los archivos multimedia reproducidos por GOM Player no se monitoreaban, y que solo la instalación explícita del software de monitorización de Metrix permitiría que el mismo fuese realizado.

### En inglés
- Official GOM News & Announcements
- Sitio oficial de Gom Software
- Sitio oficial de GomTV Archivado el 1 de diciembre de 2010 en Wayback Machine.
- Software Review de Softpedia
- Software Review de Techtree

### En coreano
- Sitio oficial de GomTV (en coreano)

- Datos: Q482541